# لي باترسون
لي باترسون هو ممثل كندي، ولد في 31 مارس 1929 بفانكوفر في كندا، وتوفي في 14 فبراير 2007 في الولايات المتحدة.

## أعمال

### مسلسلات
- عالم آخر

## وصلات خارجية
- لي باترسون على موقع IMDb (الإنجليزية)
- لي باترسون على موقع أول موفي (الإنجليزية)
- لي باترسون على موقع قاعدة بيانات برودواي على الإنترنت (الإنجليزية)
- لي باترسون على موقع إن إن دي بي (الإنجليزية)
- لي باترسون على موقع قاعدة بيانات الفيلم (الإنجليزية)